# Крюков, Олег Васильевич (Герой Российской Федерации)
Олег Васильевич Крюков (род. 12 февраля 1967, Рыбница) — подполковник ВС РФ, командир 531-го отдельного инженерно-саперного батальона 136-й отдельной гвардейской мотострелковой бригады Северо-Кавказского военного округа, Герой Российской Федерации (1999).

## Биография

### Ранние годы
Олег Васильевич Крюков родился 12 февраля 1967 года в городе Рыбница в семье военнослужащего. Отец и дед — выходцы из казаков станицы Вёшенская, офицеры инженерных войск. Окончил среднюю школу в 1984 году, по рекомендации отца поступил в Каменец-Подольское высшее военно-инженерное командное училище имени маршала инженерных войск В. К. Харченко, которое окончил в 1988 году.
После окончания учёбы в звании лейтенанта Крюков был направлен на службу в Северо-Кавказский военный округ, где командовал понтонным взводом. В 1991—1993 годах находился в служебной командировке на Кубе, где выполнял задачи, связанные с обеспечением инженерного прикрытия военных объектов, остававшихся на острове. После возвращения на родину продолжил службу в понтонно-мостовой бригаде. В его ведении находились разные переправочные средства, бульдозеры, экскаваторы, грейдеры и другие машины разного назначения. В ноябре 1994 года он был в числе специалистов инженерных войск СКВО, поддерживавших в состоянии боеготовности понтонный мост на Тереке.

### Командировки на Кавказ
В январе 1995 года Крюков убыл в командировку в Чечню. Служил в 136-й отдельной гвардейской мотострелковой бригаде Северо-Кавказского военного округа, командовал 531-м отдельным инженерно-сапёрным батальоном. В боевой обстановке он занимался минированием и разминированием местности, сопровождением колонн, маскировкой и т.д.; исполнял обязанности грузчика и водителя. В частности, в составе бригады наводил мосты через Терек, восстанавливал дороги в горах, проводил по ним колонны с войсками и боеприпасами.
С 1998 года местом дальнейшей службы майора Крюкова стал Буйнакск. В ночь с 31 марта на 1 апреля 1998 года бойцы батальона участвовали в разминировании трёх фугасов, заложенных в центре Махачкалы под магистральный газопровод: если две мины сапёрам удалось обезвредить, то третья мина с дистанционным управлением сработала. В результате взрыва погиб командир инженерно-дорожной роты капитан Алексей Журавлёв, посмертно удостоенный звания Героя Российской Федерации. В связи с этой трагедией командование Северо-Кавказского военного округа запретило военным сапёрам проводить разминирование гражданских объектов и возложило эту задачу на соответствующие службы ФСБ и МЧС.
В 1999 году 531-й инженерно-сапёрный батальон в составе других частей бригады участвовал в отражении вторжения в Дагестан исламистских террористических группировок с территории Чечни. В его составе Крюков участвовал в операциях по уничтожению террористических группировок Шамиля Басаева и Хаттаба в Ботлихском районе Дагестана. 17 августа 1999 года в ходе сражения за Тандо погиб ротный командир 531-го батальона, старший лейтенант Виталий Мариенко, также посмертно награждённый званием Героя Российской Федерации.

### Подвиг
Вечером 4 сентября 1999 года в дагестанском городе Буйнакске прогремел мощный взрыв, в результате которого был разрушен пятиэтажный жилой дом по улице Леваневского, где проживали семьи преимущественно российских военнослужащих. Взорвалась заминированная машина ГАЗ-52, в которой находилось около 2,7 т взрывчатки из аммиачной селитры и алюминиевого порошка: машину припарковали напротив одной из квартир. В результате взрыва погибли 64 человека, 146 были ранены. Группа саперов во главе с майором Крюковым одной из первых прибыла на место трагедии, занявшись прочесыванием города на предмет наличия иных взрывных устройств.
Примерно через 2,5 часа после взрыва сотрудники местного отделения милиции обнаружили грузовик ЗИЛ-130, припаркованный у забора военного городка 136-й мотострелковой бригады (грузовик с надписью «хлеб» без водителя). Недалеко отсюда находились склады ракетно-артиллерийского вооружения, КПП воинской части, стена военного госпиталя и два пятиэтажных дома офицерского состава. В ходе осмотра оперативники обнаружили взрывное устройство с 2 тоннами гексогена и с часовым механизмом. Майор Крюков лично приступил к обезвреживанию взрывного устройства, успев сделать это за 15 минут до срабатывания часового механизма. По оценке экспертов, взрыв привёл бы не только к детонации снарядов и мин на складе, но и разрушил бы несколько десятков жилых домов и повлёк бы за собой многочисленные жертвы как среди военных, так и среди гражданских лиц (в т.ч. их родственников). Обезвредив устройство, Крюков сел за руль и вывел грузовик со смертоносным грузом за город.
По найденным в ходе осмотра места преступления доказательствам впоследствии удалось установить личности преступников и арестовать 7 из них (остальные были убиты в боях против российских войск в составе чеченских бандформирований). Преступники осуждены к длительным срокам лишения свободы, в том числе к пожизненному лишению свободы. Профессиональные и мужественные действия Олега Крюкова спасли от гибели десятки жизней мирных жителей. Проявив инициативу, майор Крюков нарушил отданный ранее приказ командования СКВО о запрете разминирования гражданских объектов, однако правительство Дагестана высоко оценило работу майора. Олег Крюков, с риском для жизни предотвративший теракт, был представлен к званию Героя России.
О вызове в Кремль для получения наград офицер узнал в горах, выполняя очередное боевое задание. Указом Президента Российской Федерации от 27 октября 1999 года за мужество и героизм, проявленные при выполнении воинского долга майору Крюкову Олегу Васильевичу присвоено звание Героя Российской Федерации с вручением медали «Золотая Звезда». Награда торжественно вручена 28 декабря 1999 года в Александровском зале Большого Кремлёвского дворца.

### После подвига
В дальнейшем Крюков продолжил службу в рядах Вооруженных сил Российской Федерации. В 2002 году окончил Военно-инженерный университет, после чего был назначен на должность заместителя командира отдельного понтонного полка центрального подчинения в городе Муроме Владимирской области. Позже перешёл на преподавательскую работу: преподаёт тактику, топографию и инженерную подготовку курсантам Военного института физической культуры. Проживает в Санкт-Петербурге.
Супруга — Людмила, учительница английского языка.

## Награды
- Герой Российской Федерации (27 октября 1999 года, медаль № 513) — за мужество и героизм, проявленные при исполнении воинского долга[1]
- Медаль «За усердие при выполнении задач инженерного обеспечения»[10]
- Медали «За отличие в военной службе» Министерства обороны РФ I, II и III степеней[10]
- Почётный гражданин города Рыбница (2018)[11][12]
- Почётный гражданин Рыбницкого района[12]

## Увековечивание
- 21 ноября 2018 года Рыбницкой русско-молдавской средней общеобразовательной школе №9 было присвоено имя Олега Крюкова[11][12].

## Комментарии
1. ↑  В материалах агентства Лента.ру указано, что это был дом по улице Шихсаидова, а взрыв прогремел в 21:45[6]. Газета «Красная звезда» указывала улицу Леваневского в качестве адреса и сообщала, что взрыв прогремел в 21:50[2].
2. ↑  По данным газеты «Коммерсант», взрыватель должен был сработать в 1:30 ночи[7], а по данным «Красной звезды» — ровно в полночь[2].
3. ↑  По данным, приводимым газетой «Красная звезда» — 29 декабря 1999 года[2].